# Tantau

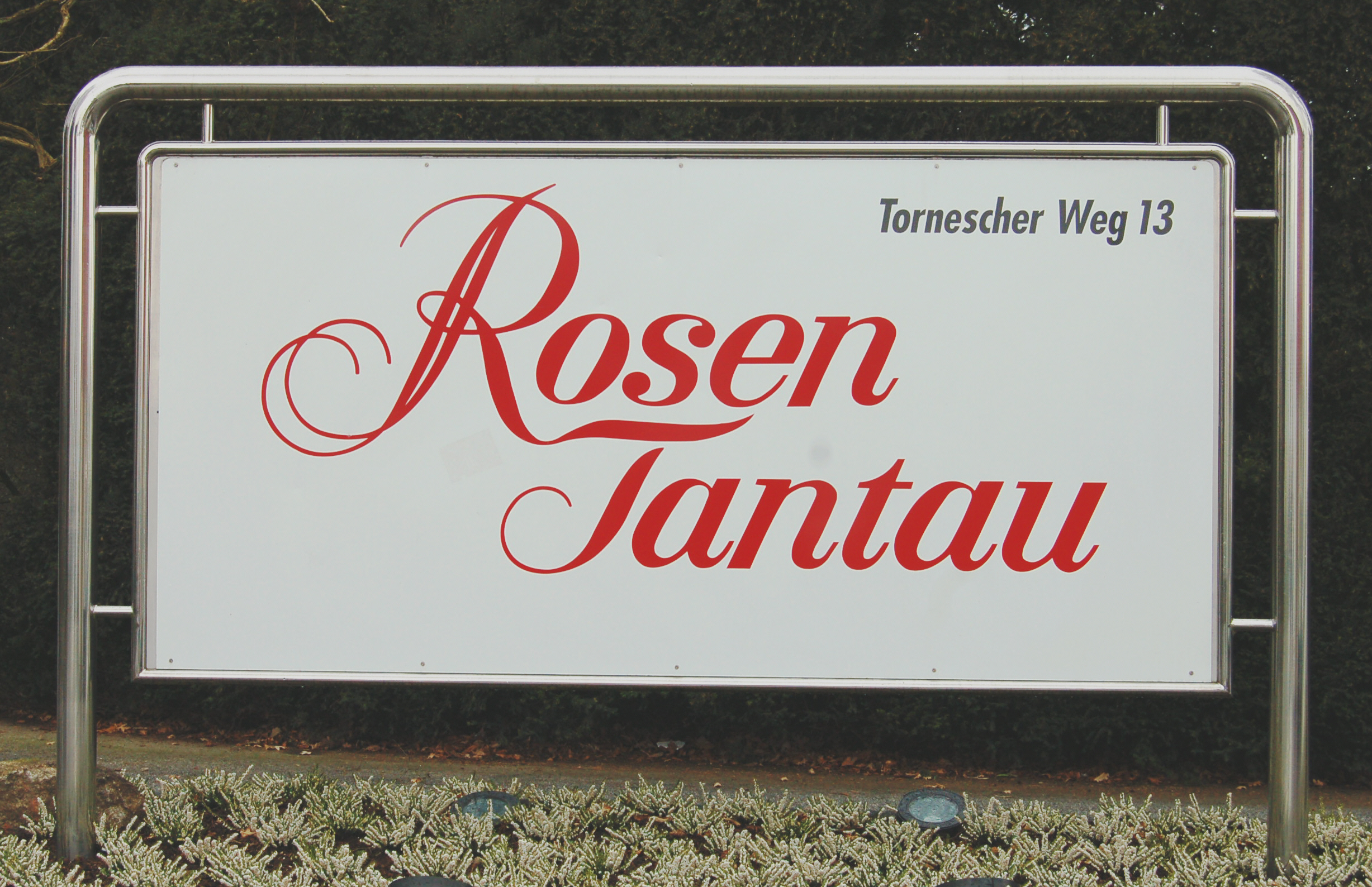

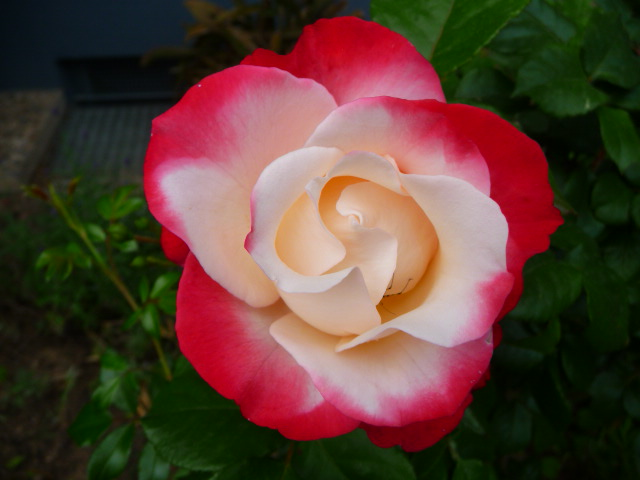
Rose 'Nostalgie' (1995), primée à La Haye en 2002

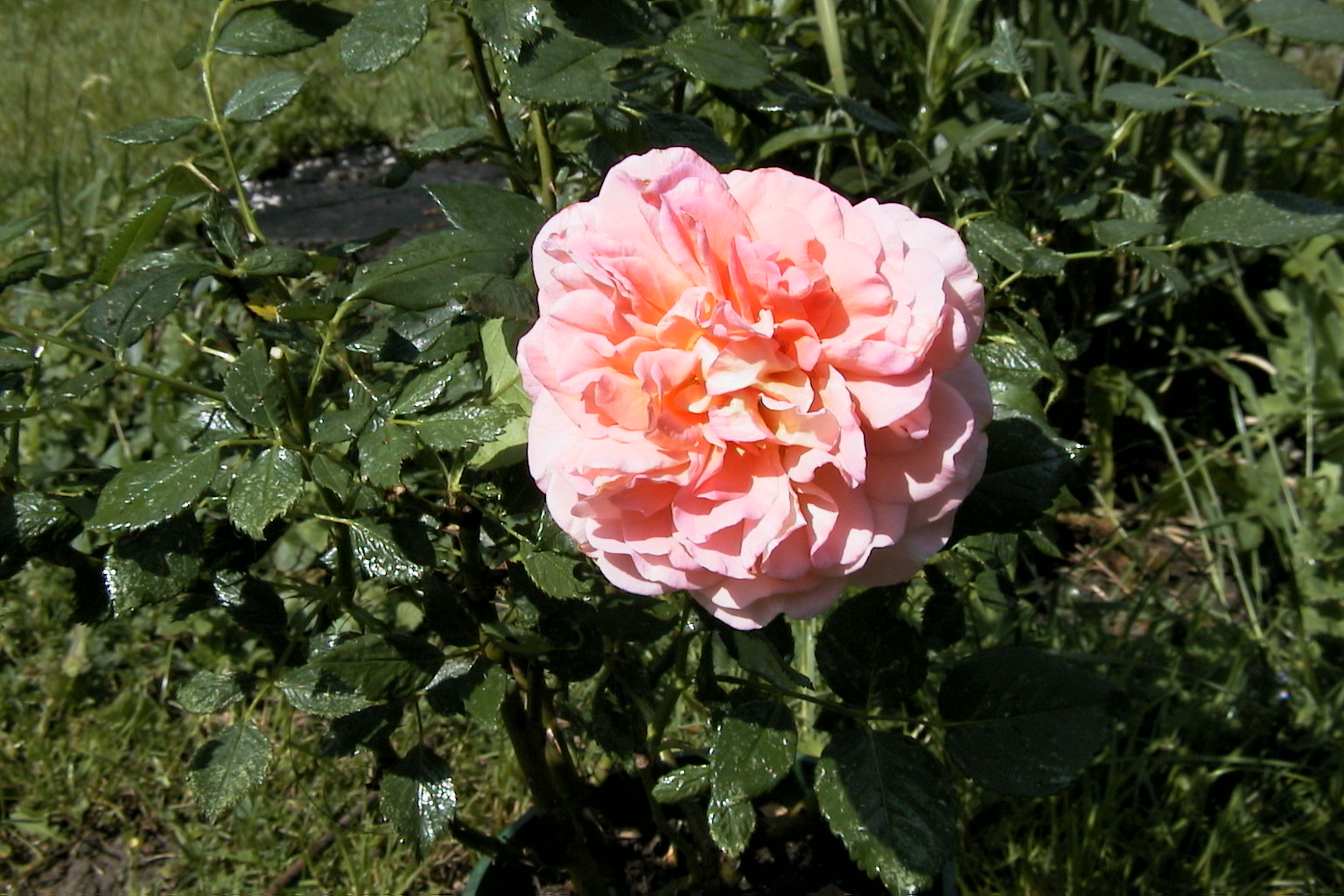
Rose 'Augusta Luise' (1999)

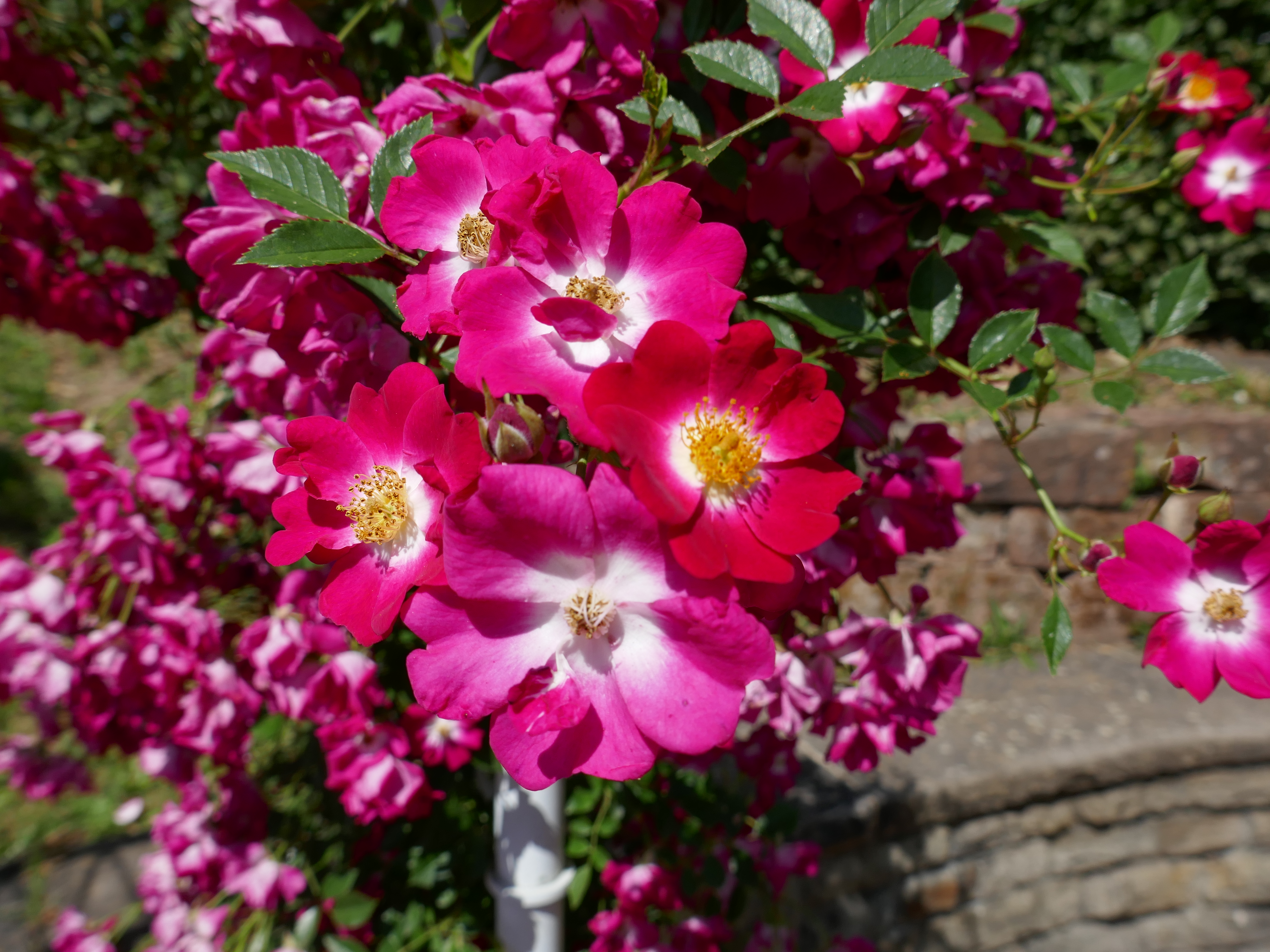
Rosier grimpant 'Libertas' (2015)

Tantau, ou plus précisément Rosen Tantau, RosenWelt Tantau, est le nom d'une entreprise allemande spécialisée dans la culture et l'obtention de rosiers. Elle a été fondée à Uetersen (Schleswig-Holstein), où se trouve toujours son siège, par Mathias Tantau, en 1906. Elle représente aujourd'hui 50 % du marché international de la vente de roses coupées avec la maison Kordes et vend plus de deux millions de plants par an.

## Quelques roses célèbres
- 'Gotenhafen' (1940)
- 'Märchenland' (1946)
- 'Garnette' (1947)
- 'Konrad Adenauer' (1954)
- 'Prima Ballerina' (1957)
- 'Paprika' (1958)
- 'Super Star' (1960)
- 'Duftwolke' ou 'Nuage Parfumé' (1963), rose favorite du monde 1981
- 'Mainzer Fastnacht' (1964)
- 'Ilseta' (1985)
- 'Monica' (1985)
- 'Santana' (1985)
- 'Diadem' (1986)
- 'Bernstein Rose' (1987)
- 'Schneewalzer' (1987)
- 'Barkarole' (1988)
- 'Majolika' (1988)
- 'Mirtao' (1990), ADR 1993, rose de l'année et TGC (Angleterre) 1992, Top Rose (Hollande)
- 'Pierrette' (1992), ADR 1992
- 'Satina' (1992), ADR 2004
- 'Schneekönigin' (1992), ADR 1995
- 'Softy II' (1992)
- 'Foxi' (1993), ADR 1993
- 'Sonnenschirm' (1993), President Trophy (Angleterre) 1993
- 'Konfetti' (1994)
- 'Tea Time' (1994), Rosenkönigen de Mainau 1997-2002-2004
- 'Black Magic' (1995), Goldene Rose de Baden-Baden 2000
- 'Nostalgie' (1995), primée à La Haye en 2002
- 'Aspirin-Rose' (1995), ADR 1997
- 'Austriana' (1997), médaille d'or de La Haye 1997
- 'Clementine' (1997)
- 'Goldelse' (1997), Goldene Rose de Baden-Baden 1997
- 'Augusta Luise' (1999)
- 'Candle Light' (2001), Goldene Rose de Baden-Baden 2002
- 'Pastella' (2004), Goldene Rose de Baden-Baden 2003
- 'Chippendale' (2005)
- 'Heidi Klum' (2005)
- 'Schöne Maid' (2005), meilleure rose parfumée, Tokyo, 2013
- 'Stadt Rom' (2007), ADR 2007, premier prix de Bagatelle: meilleure nouveauté 2007
- 'Leandra' (2008), Médaille d'or de Bagatelle 2008
- 'Midsummer' (2008), Goldene Rose de Baden-Baden 2008
- 'Invictus' (2011)
- 'Sirius' (2013) ADR 2013
- 'Libertas' (2015) ADR 2013